# Chionochloa nivifera
Chionochloa nivifera är en gräsart som beskrevs av Henry Eamonn Connor och K.M.Lloyd. Chionochloa nivifera ingår i släktet Chionochloa och familjen gräs. Inga underarter finns listade i Catalogue of Life.